# Leucania lacticinia
Leucania lacticinia là một loài bướm đêm trong họ Noctuidae.